# Einsteins wasbak

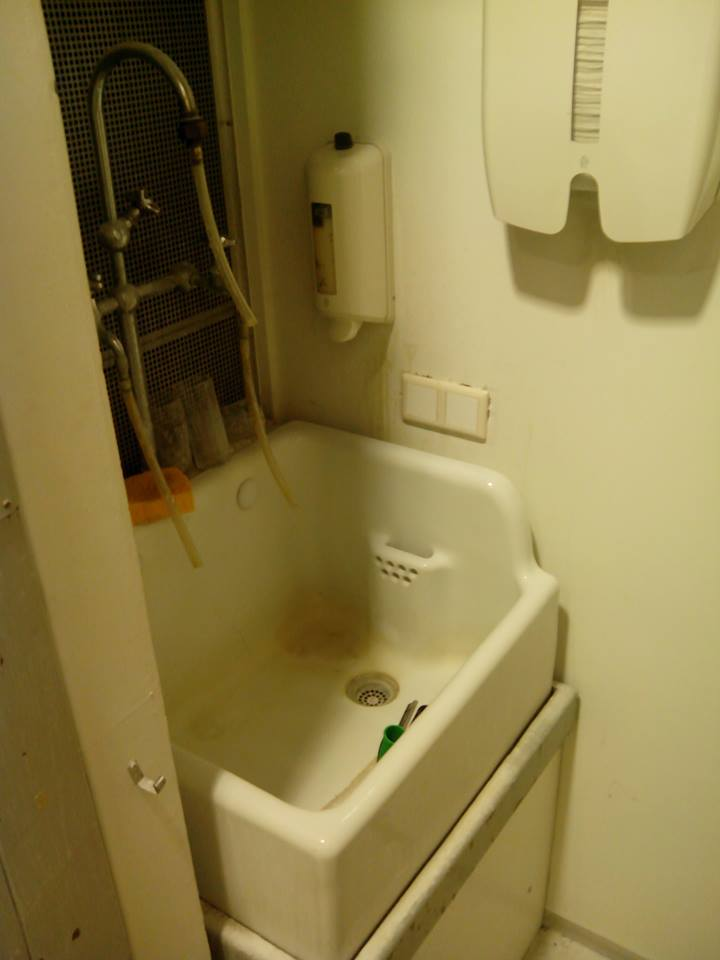
Einsteins wasbak in de De Sitterzaal

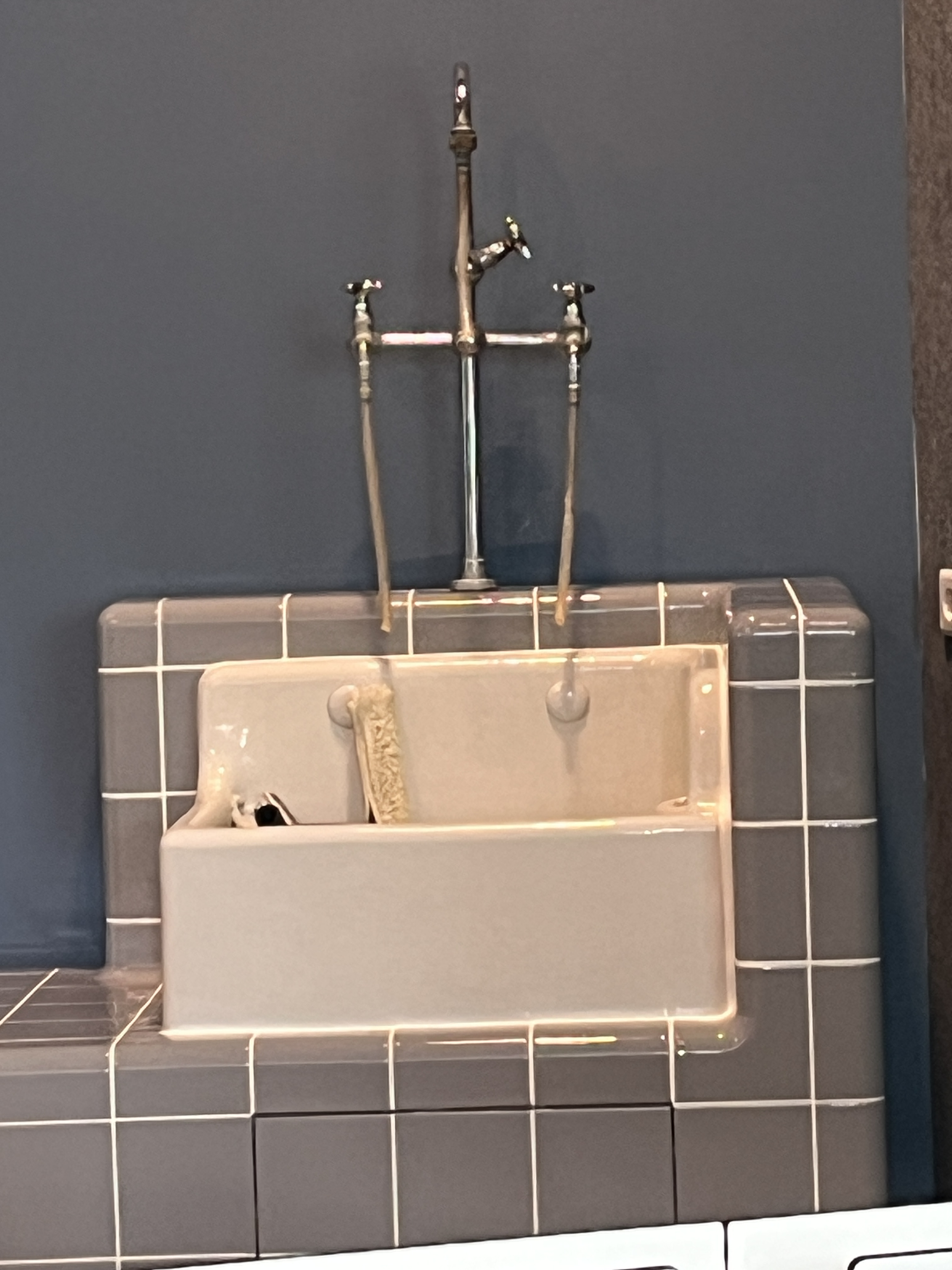
Einsteins wasbak op de nieuwe locatie in het Gorlaeus gebouw

Einsteins wasbak is een antieke wasbak die sinds 1920 in gebruik is bij de Natuurkunde faculteit van de Nederlandse Universiteit Leiden. De wasbak heeft een verhuizing meegemaakt van het Kamerlingh Onnes Laboratorium naar het J.H. Oortgebouw in het Leiden Bio Science Park. Op de originele locatie heeft de wasbak in de grote collegezaal gestaan, nu bekend als de 'Lorentz Zaal'. Nadat de faculteit in 1997 verhuisde naar het nieuwe gebouw werd de wasbak geplaatst in de 'De Sitterzaal'.
In beide gevallen stond de wasbak in de grootste collegezaal, en daardoor werd hij gebruikt door veel beroemde natuurkundigen na hun colleges. Een korte lijst hiervan omvat Paul Ehrenfest, Heike Kamerlingh Onnes, Hendrik Antoon Lorentz en Albert Einstein.
In 2015 kwam de wasbak verscheidene in het nieuws vanwege de verhuizing van Natuurkunde naar de nieuwe betacampus. Voor de wasbak zou daar geen plaats meer zijn. Een groep astronomiestudenten zette een actie op touw voor het behoud ervan en haalde 197 handtekeningen op onder een motie tot behoud. De faculteit accepteerde de motie en verklaarde de wasbak speciaal. Beloofd werd dat de wasbak mee zou gaan naar de nieuwe campus op het  Leiden Bio Science Park om daar natuurkundigen te blijven dienen. De verhuizing heeft plaatsgevonden in 2024.